# Interactive and Digital Entertainment Festival
L' Interactive and Digital Entertainment Festival (communément abrégé IDEF) est un salon international consacré aux jeux vidéo créé en 2005, regroupant chaque année les acteurs majeurs de l'industrie vidéoludique (constructeurs, distributeurs, éditeurs, accessoiristes, etc.). L'événement est organisé sous l'impulsion du Syndicat des éditeurs de logiciels de loisirs et de l'AESVI, l'association des éditeurs de jeux vidéo italiens. Il se tenait chaque année au Palais des festivals à Cannes.
À la différence d'autres salons comme l'E3 ou le Tokyo Game Show, l'IDEF est un rendez-vous Business to business, c'est-à-dire que les exposants cherchent à rencontrer les acheteurs de la profession et non à montrer une version jouable de leurs titres au public. Le salon sert également d'indicateur sur la situation économique du marché du jeu vidéo.

## Statistiques
| Édition | Année | Date                  | Visiteurs | Exposants | Lieu          |
| ------- | ----- | --------------------- | --------- | --------- | ------------- |
| 1re     | 2006  | 28 juin - 30 juin     |           |           |               |
| 2e      | 2007  | 26 juin - 28 juin     |           |           |               |
| 3e      | 2008  | 24 juin - 26 juin     | 2000      | > 100     |               |
| 4e      | 2009  | 30 juin - 2 juillet   |           |           |               |
| 5e      | 2010  | 29 juin - 1er juillet |           | 94        |               |
| ...     |       |                       |           |           |               |
| 11e     | 2016  | 27 juin - 29 juin     |           | 10        | Juan-les-Pins |